# Città di Walkerville
La città di Walkerville è una Local Government Area che si trova in Australia Meridionale. Essa si estende su una superficie di 3,57 chilometri quadrati e ha una popolazione di 7.338 abitanti. La sede del consiglio si trova a Gilberton.